# كاتالين اديك
كاتالين اديك (بالمجرية: Ladik Katalin)‏ هي كاتِبة وشاعرة وممثلة مجرية، ولدت في 25 أكتوبر 1942 بنوفي ساد في صربيا. من الجوائز التي نالتها LennonOno Grant for Peace ‏ سنة 2016.

## جوائز
- LennonOno Grant for Peace [الإنجليزية]‏ (2016)

## وصلات خارجية
- كاتالين اديك على موقع IMDb (الإنجليزية)
- كاتالين اديك على موقع ديسكوغز (الإنجليزية)
- كاتالين اديك على موقع قاعدة بيانات الفيلم (الإنجليزية)